# Списак епизода серије Интернат
Интернат (шп. El internado) је шпанска телевизијска серија снимана од 2007. до 2010.
У Србији се током 2012. и 2013. емитовала на телевизији Б92.
Серија има 71 епизоду.

## Прва сезона (2007)
| Бр. еп. | Бр. еп.(сез) | Оригинални наслов епизоде | Наслов епизоде на српском | Редитељ(и)                                      | Сценарист(и)                                                         | Премијерно емитовање у Шпанији | Гледаност у Шпанији |
| ------- | ------------ | ------------------------- | ------------------------- | ----------------------------------------------- | -------------------------------------------------------------------- | ------------------------------ | ------------------- |
| 1       | 1            | "                         | "Чудовишта не голицају“   | Хесус Родриго                                   | Хуан Карлос Куето, Данијел Есија и Росио Мартинез Љано               | 24. мај 2007.                  | 4 629 000 (25,8%)   |
| 2       | 2            | "                         | "Сви имају некакву тајну“ | Хосе Рамон Ајера и Хесус Родриго                | Данијел Есија                                                        | 31. мај 2007.                  | 4 590 000 (25,4%)   |
| 3       | 3            | "                         | "Очи које не виде“        | Хакобо Мартос и Хесус Родриго                   | Лаура Бељосо, Хуан Карлос Куето, Данијел Есија и Росио Мартинез Љано | 7. јун 2007.                   | 3 601 000 (20,8%)   |
| 4       | 4            | "                         | "Порука у боци“           | Бегоња Алварез и Норберто Лопес                 | Данијел Есија                                                        | 14. јун 2007.                  | 4 200 000 (23,5%)   |
| 5       | 5            | "                         | "Леш у језеру“            | Хакобо Мартос и Хесус Родриго                   | Лаура Бељосо, Хуан Карлос Куето, Данијел Есија и Росио Мартинез Љано | 21. јун 2007.                  | 3 726 000 (23%)     |
| 6       | 6            | "                         | "Ноћ Свете Исабел“        | Норберто Алварез, Хакобо Мартос и Хесус Родриго | Лаура Бељосо, Хуан Карлос Куето, Данијел Есија и Росио Мартинез Љано | 28. јун 2007.                  | 4 717 000 (24,7%)   |

## Друга сезона (2007-2008)
| Бр. еп. | Бр. еп.(сез) | Оригинални наслов епизоде | Наслов епизоде на српском | Редитељ(и)                                        | Сценарист(и)                                                         | Премијерно емитовање у Шпанији | Гледаност у Шпанији |
| ------- | ------------ | ------------------------- | ------------------------- | ------------------------------------------------- | -------------------------------------------------------------------- | ------------------------------ | ------------------- |
| 7       | 1            | "                         | "Шта сањају рибе?"        | Хосе Рамон Ајера и Хесус Родриго                  | Данијел Есија, Хуан Карлос Куето, Росио Мартинез Љано и Лаура Бељосо | 7. новембар 2007.              | 4 629 000 (25,8%)   |
| 8       | 2            | "                         | "Пратећи свице“           | Хосе Рамон Ајера и Марко А. Кастиљо               | Данијел Есија, Хуан Карлос Куето, Росио Мартинез Љано и Лаура Бељосо | 14. новембар 2007.             | 3 268 000 (19,1%)   |
| 9       | 3            | "                         | "Прстен“                  | Марко А. Кастиљо и Хесус Родриго                  | Данијел Есија, Хуан Карлос Куето, Росио Мартинез Љано и Лаура Бељосо | 21. новембар 2007.             | 3 636 000 (19,9%)   |
| 10      | 4            | "                         | "Музичка кутија“          | Хосе Рамон Ајера, Александра Граф и Хесус Родриго | Данијел Есија, Хуан Карлос Куето, Росио Мартинез Љано и Лаура Бељосо | 28. новембар 2007.             | 3 491 000 (19,8%)   |
| 11      | 5            | "                         | "По азбучном реду“        | Хосе Рамон Ајера и Марко А. Кастиљо               | Данијел Есија, Хуан Карлос Куето, Росио Мартинез Љано и Лаура Бељосо | 5. децембар 2007.              | 3 294 000 (19,3%)   |
| 12      | 6            | "                         | "Види како би поверовао“  | Марко А. Кастиљо и Хесус Родриго                  | Данијел Есија, Хуан Карлос Куето, Росио Мартинез Љано и Лаура Бељосо | 12. децембар 2007.             | 3 552 000 (19,8%)   |
| 13      | 7            | "                         | "Мој пријатељ чудовиште“  | Марко А. Кастиљо, Александра Граф и Хесус Родриго | Данијел Есија, Хуан Карлос Куето, Росио Мартинез Љано и Лаура Бељосо | 19. децембар 2007.             | 3 896 000 (19,8%)   |
| 14      | 8            | "                         | "Северни пол“             | Хесус Родриго                                     | Данијел Есија, Хуан Карлос Куето, Росио Мартинез Љано и Лаура Бељосо | 2. јануар 2008.                | 4 693 000 (25,4%)   |

## Трећа сезона (2008)
| Бр. еп. | Бр. еп.(сез) | Оригинални наслов епизоде | Наслов епизоде на српском     | Редитељ(и)                      | Сценарист(и)                                                         | Премијерно емитовање у Шпанији | Гледаност у Шпанији |
| ------- | ------------ | ------------------------- | ----------------------------- | ------------------------------- | -------------------------------------------------------------------- | ------------------------------ | ------------------- |
| 15      | 1            | "                         | "Сова“                        | Хесус Родриго                   | Лаура Бељосо, Хуан Карлос Куето, Данијел Есија и Росио Мартинез Љано | 23. април 2008.                | 3 695 000 (21,8%)   |
| 16      | 2            | "                         | "Осам милиметара“             | Марко А. Кастиљо                | Лаура Бељосо, Хуан Карлос Куето, Данијел Есија и Росио Мартинез Љано | 30. април 2008.                | 3 341 000 (20,8%)   |
| 17      | 3            | "                         | "Оловни војник“               | Александра Граф                 | Лаура Бељосо, Хуан Карлос Куето, Данијел Есија и Росио Мартинез Љано | 7. мај 2008.                   | 3 310 000 (17,4%)   |
| 18      | 4            | "                         | "На дну мора“                 | Хесус Родриго                   | Лаура Бељосо, Хуан Карлос Куето, Данијел Есија и Росио Мартинез Љано | 14. мај 2008.                  | 3 155 000 (20,5%)   |
| 19      | 5            | "                         | "Живот је сан“                | Марко А. Кастиљо                | Лаура Бељосо, Хуан Карлос Куето, Данијел Есија и Росио Мартинез Љано | 28. мај 2008.                  | 3 461 000 (20,8%)   |
| 20      | 6            | "                         | "Најгори затвор на свету“     | Александра Граф                 | Лаура Бељосо, Хуан Карлос Куето, Данијел Есија и Росио Мартинез Љано | 4. јун 2008.                   | 3 196 000 (18,4%)   |
| 21      | 7            | "                         | "Дух обезглављене професорке“ | Хесус Родриго                   | Лаура Бељосо, Хуан Карлос Куето, Данијел Есија и Росио Мартинез Љано | 11. јун 2008.                  | 3 428 000 (20,4%)   |
| 22      | 8            | "                         | "Пет осветника“               | Марко А. Кастиљо                | Лаура Бељосо, Хуан Карлос Куето, Данијел Есија и Росио Мартинез Љано | 18. јун 2008.                  | 3 267 000 (19,8%)   |
| 23      | 9            | "                         | "Ватрена ноћ“                 | Александра Граф и Хесус Родриго | Лаура Бељосо, Хуан Карлос Куето, Данијел Есија и Росио Мартинез Љано | 25. јун 2008.                  | 3 944 000 (24%)     |

## Четврта сезона (2008-2009)
| Бр. еп. | Бр. еп.(сез) | Оригинални наслов епизоде | Наслов епизоде на српском | Редитељ(и)                      | Сценарист(и)                                                         | Премијерно емитовање у Шпанији | Гледаност у Шпанији |
| ------- | ------------ | ------------------------- | ------------------------- | ------------------------------- | -------------------------------------------------------------------- | ------------------------------ | ------------------- |
| 24      | 1            | "                         | "Проклетство“             | Хесус Родриго                   | Хуан Карлос Куето, Данијел Есија и Росио Мартинез Љано               | 22. октобар 2008.              | 3 966 000 (22,7%)   |
| 25      | 2            | "                         | "Соба са благом“          | Александра Граф                 | Лаура Бељосо, Хуан Карлос Куето, Данијел Есија и Росио Мартинез Љано | 29. октобар 2008.              | 3 853 000 (22,1%)   |
| 26      | 3            | "                         | "Најбоље чувана тајна“    | Александра Граф и Хесус Родриго | Лаура Бељосо, Хуан Карлос Куето, Данијел Есија и Росио Мартинез Љано | 5. новембар 2008.              | 4 191 000 (23,7%)   |
| 27      | 4            | "                         | "Предосећање“             | Марко А. Кастиљо                | Лаура Бељосо, Хуан Карлос Куето, Данијел Есија и Росио Мартинез Љано | 12. новембар 2008.             | 4 021 000 (23%)     |
| 28      | 5            | "                         | "Истеривање ђавола“       | Александра Граф                 | Лаура Бељосо, Хуан Карлос Куето, Данијел Есија и Росио Мартинез Љано | 19. новембар 2008.             | 3 461 000 (20,8%)   |
| 29      | 6            | "                         | "Написано у звездама“     | Хесус Родриго                   | Лаура Бељосо, Хуан Карлос Куето, Данијел Есија и Росио Мартинез Љано | 26. новембар 2008.             | 3 933 000 (22,7%)   |
| 30      | 7            | "                         | "Добар војник“            | Алекс Сампајо                   | Лаура Бељосо, Хуан Карлос Куето, Данијел Есија и Росио Мартинез Љано | 3. децембар 2008.              | 3 675 000 (20,8%)   |
| 31      | 8            | "                         | "Кључ“                    | Хесус Родриго                   | Лаура Бељосо, Хуан Карлос Куето, Данијел Есија и Росио Мартинез Љано | 10. децембар 2008.             | 3 969 000 (22,5%)   |
| 32      | 9            | "                         | "Једнорог“                | Александра Граф                 | Лаура Бељосо, Хуан Карлос Куето, Данијел Есија и Росио Мартинез Љано | 17. децембар 2008.             | 3 752 000 (22,1%)   |
| 33      | 10           | "                         | "Тачка у мору“            | Алекс Сампајо                   | Лаура Бељосо, Хуан Карлос Куето, Данијел Есија и Росио Мартинез Љано | 7. јануар 2009.                | 3 396 000 (18,3%)   |
| 34      | 11           | "                         | "Ноћ са два месеца“       | Хесус Родриго                   | Лаура Бељосо, Хуан Карлос Куето, Данијел Есија и Росио Мартинез Љано | 15. јануар 2009.               | 4 293 000 (22,4%)   |

## Пета сезона (2009)
| Бр. еп. | Бр. еп.(сез) | Оригинални наслов епизоде | Наслов епизоде на српском | Редитељ(и)                          | Сценарист(и)                                                         | Премијерно емитовање у Шпанији | Гледаност у Шпанији |
| ------- | ------------ | ------------------------- | ------------------------- | ----------------------------------- | -------------------------------------------------------------------- | ------------------------------ | ------------------- |
| 35      | 1            | "                         | "Свеска доктора Вулфа“    | Хесус Родриго                       | Хуан Карлос Куето, Данијел Есија и Росио Мартинез Љано               | 12. мај 2009.                  | 3 214 000 (17,6%)   |
| 36      | 2            | "                         | "Амнезија“                | Александра Граф                     | Лаура Бељосо, Хуан Карлос Куето, Данијел Есија и Росио Мартинез Љано | 19. мај 2009.                  | 3 430 000 (18,6%)   |
| 37      | 3            | "                         | "Човек из вреће“          | Антонио Диаз Хуерта и Хесус Родриго | Лаура Бељосо, Хуан Карлос Куето, Данијел Есија и Росио Мартинез Љано | 26. мај 2009.                  | 3 199 000 (18%)     |
| 38      | 4            | "                         | "Девојка - леш“           | Мигел Алкантуд                      | Лаура Бељосо, Хуан Карлос Куето, Данијел Есија и Росио Мартинез Љано | 2. јун 2009.                   | 3 310 000 (18,5%)   |
| 39      | 5            | "                         | "Обећање“                 | Александра Граф                     | Лаура Бељосо, Хуан Карлос Куето, Данијел Есија и Росио Мартинез Љано | 19. јун 2009.                  | 3 423 000 (18,7%)   |
| 40      | 6            | "                         | "Вампир“                  | Антонио Диаз Хуерта Хесус Родриго   | Лаура Бељосо, Хуан Карлос Куето, Данијел Есија и Росио Мартинез Љано | 16. јун 2009.                  | 3 285 000 (19%)     |
| 41      | 7            | "                         | "Краљ палубе“             | Мигел Алкантуд                      | Лаура Бељосо, Хуан Карлос Куето, Данијел Есија и Росио Мартинез Љано | 23. јун 2009.                  | 2 280 000 (16,1%)   |
| 42      | 8            | "                         | "Паула у свету чуда“      | Александра Граф                     | Лаура Бељосо, Хуан Карлос Куето, Данијел Есија и Росио Мартинез Љано | 30. јун 2009.                  | 2 897 000 (17,8%)   |
| 43      | 9            | "                         | "Последњи дан“            | Хесус Родриго                       | Лаура Бељосо, Хуан Карлос Куето, Данијел Есија и Росио Мартинез Љано | 7. јул 2009.                   | 3 433 000 (21,7%)   |

## Шеста сезона (2009-2010)
| Бр. еп. | Бр. еп.(сез) | Оригинални наслов епизоде | Наслов епизоде на српском     | Редитељ(и)                             | Сценарист(и)                                                         | Премијерно емитовање у Шпанији | Гледаност у Шпанији |
| ------- | ------------ | ------------------------- | ----------------------------- | -------------------------------------- | -------------------------------------------------------------------- | ------------------------------ | ------------------- |
| 44      | 1            | "                         | "Чудовишта долазе током ноћи“ | Хесус Родриго                          | Хуан Карлос Куето, Данијел Есија и Росио Мартинез Љано               | 16. новембар 2009.             | 3 180 000 (17,5%)   |
| 45      | 2            | "                         | "Колачићи будућности“         | Александра Граф                        | Лаура Бељосо, Хуан Карлос Куето, Данијел Есија и Росио Мартинез Љано | 23. новембар 2009.             | 2 839 000 (15,2%)   |
| 46      | 3            | "                         | "Човек вук“                   | Мигел Алкантуд                         | Лаура Бељосо, Хуан Карлос Куето, Данијел Есија и Росио Мартинез Љано | 30. новембар 2009.             | 2 857 000 (15,1%)   |
| 47      | 4            | "                         | "Издаја“                      | Антонио Дијаз Хуерта                   | Лаура Бељосо, Хуан Карлос Куето, Данијел Есија и Росио Мартинез Љано | 7. децембар 2009.              | 2 565 000 (16,3%)   |
| 48      | 5            | "                         | "Плес кривих“                 | Хесус Родриго                          | Лаура Бељосо, Хуан Карлос Куето, Данијел Есија и Росио Мартинез Љано | 14. децембар 2009.             | 3 111 000 (17,7%)   |
| 49      | 6            | "                         | "Паула и вук“                 | Александра Граф                        | Лаура Бељосо, Хуан Карлос Куето, Данијел Есија и Росио Мартинез Љано | 11. јануар 2010.               | 2 646 000 (14,8%)   |
| 50      | 7            | "                         | "Легенда о Еви“               | Мигел Алкантуд                         | Хуан Карлос Куето, Данијел Есија и Росио Мартинез Љано               | 18. јануар 2010.               | 2 567 000 (15%)     |
| 51      | 8            | "                         | "Ледена принцеза“             | Хесус Родриго                          | Лаура Бељосо, Хуан Карлос Куето, Данијел Есија и Росио Мартинез Љано | 25. јануар 2010.               | 3 098 000 (17,1%)   |
| 52      | 9            | "                         | "Ванземаљац“                  | Александра Граф                        | Лаура Бељосо, Хуан Карлос Куето, Данијел Есија и Росио Мартинез Љано | 1. фебруар 2010.               | 3 024 000 (17,6%)   |
| 53      | 10           | "                         | "Соба број 13"                | Антонио Дијаз Хуерта                   | Лаура Бељосо, Хуан Карлос Куето, Данијел Есија и Росио Мартинез Љано | 8. фебруар 2010.               | 3 013 000 (14,8%)   |
| 54      | 11           | "                         | "Чаробњак“                    | Мигел Алкантуд                         | Лаура Бељосо, Хуан Карлос Куето, Данијел Есија и Росио Мартинез Љано | 15. фебруар 2010.              | 2 906 000 (16,3%)   |
| 55      | 12           | "                         | "Аљаска“                      | Антонио Дијаз Хуерта и Александра Граф | Лаура Бељосо, Хуан Карлос Куето, Данијел Есија и Росио Мартинез Љано | 22. фебруар 2010.              | 3 113 000 (17,7%)   |
| 56      | 13           | "                         | "Након светлости“             | Мигел Алкантуд и Хесус Родриго         | Лаура Бељосо, Хуан Карлос Куето, Данијел Есија и Росио Мартинез Љано | 1. март 2010.                  | 3 159 000 (17,6%)   |

## Седма сезона (2010)
| Бр. еп. | Бр. еп.(сез) | Оригинални наслов епизоде | Наслов епизоде на српском | Редитељ(и)                      | Сценарист(и)                                                         | Премијерно емитовање у Шпанији | Гледаност у Шпанији |
| ------- | ------------ | ------------------------- | ------------------------- | ------------------------------- | -------------------------------------------------------------------- | ------------------------------ | ------------------- |
| 57      | 1            | "                         | "Протокол“                | Александра Граф и Хесус Родриго | Лаура Бељосо, Хуан Карлос Куето, Данијел Есија и Росио Мартинез Љано | 2. јун 2010.                   | 2 904 000 (17,8%)   |
| 58      | 2            | "                         | "Претња“                  | Александра Граф                 | Лаура Бељосо, Хуан Карлос Куето, Данијел Есија и Росио Мартинез Љано | 9. јун 2010.                   | 2 702 000 (16,3%)   |
| 59      | 3            | "                         | "Тајанствени човек“       | Мигел Алкантуд                  | Лаура Бељосо, Хуан Карлос Куето, Данијел Есија и Росио Мартинез Љано | 30. новембар 2009.             | 2 518 000 (14,6%)   |
| 60      | 4            | "                         | "Благо“                   | Антонио Дијаз Хуерта            | Лаура Бељосо, Хуан Карлос Куето, Данијел Есија и Росио Мартинез Љано | 23. јун 2010.                  | 2 082 000 (14,7%)   |
| 61      | 5            | "                         | "Центар Земље“            | Хесус Родриго                   | Лаура Бељосо, Хуан Карлос Куето, Данијел Есија и Росио Мартинез Љано | 30. јун 2010.                  | 2 392 000 (15,4%)   |
| 62      | 6            | "                         | "Три латице“              | Александра Граф                 | Лаура Бељосо, Хуан Карлос Куето, Данијел Есија и Росио Мартинез Љано | 7. јул 2010.                   | 1 936 000 (13,6%)   |
| 63      | 7            | "                         | "Каролинин убица“         | Антонио Дијаз Хуерта            | Лаура Бељосо, Хуан Карлос Куето, Данијел Есија и Росио Мартинез Љано | 14. јул 2010.                  | 2 176 000 (14,5%)   |
| 64      | 8            | "                         | "Последња жеља“           | Мигел Алкантуд                  | Лаура Бељосо, Хуан Карлос Куето, Данијел Есија и Росио Мартинез Љано | 21. јул 2010.                  | 2 013 000 (13,8%)   |
| 65      | 9            | "                         | "Почетак краја“           | Хесус Родриго                   | Лаура Бељосо, Хуан Карлос Куето, Данијел Есија и Росио Мартинез Љано | 6. септембар 2010.             | 2 339 000 (14%)     |
| 66      | 10           | "                         | "Последња доза“           | Александра Граф                 | Лаура Бељосо, Хуан Карлос Куето, Данијел Есија и Росио Мартинез Љано | 13. септембар 2010.            | 2 273 000 (12,8%)   |
| 67      | 11           | "                         | "Последње успомене“       | Мигел Алкантуд                  | Лаура Бељосо, Хуан Карлос Куето, Данијел Есија и Росио Мартинез Љано | 20. септембар 2010.            | 2 647 000 (14,2%)   |
| 68      | 12           | "                         | "Док нас смрт не растави“ | Антонио Дијаз Хуерта            | Лаура Бељосо, Хуан Карлос Куето, Данијел Есија и Росио Мартинез Љано | 27. септембар 2010.            | 2 582 000 (13,6%)   |
| 69      | 13           | "                         | "Последњи дах“            | Александра Граф                 | Лаура Бељосо, Хуан Карлос Куето, Данијел Есија и Росио Мартинез Љано | 4. октобар 2010.               | 2 796 000 (17,6%)   |
| 70      | 14           | "                         | "Светлост“                | Мигел Алкантуд                  | Лаура Бељосо, Хуан Карлос Куето, Данијел Есија и Росио Мартинез Љано | 11. октобар 2010.              | 2 637 000 (15,9%)   |
| 71      | 15           | "                         | "Крај“                    | Хесус Родриго                   | Лаура Бељосо, Хуан Карлос Куето, Данијел Есија и Росио Мартинез Љано | 13. октобар 2010.              | 3 413 000 (19,2%)   |